# رابین‌هود (فیلم ۱۹۱۲)
رابین‌هود (انگلیسی: Robin Hood) یک فیلم به کارگردانی اتین آرنو است که در سال ۱۹۱۲ منتشر شد. از بازیگران آن می‌توان به گای الیور اشاره کرد.